# Gustave de Molinari
 (septembre 2024).
Pour les articles homonymes, voir Molinari.

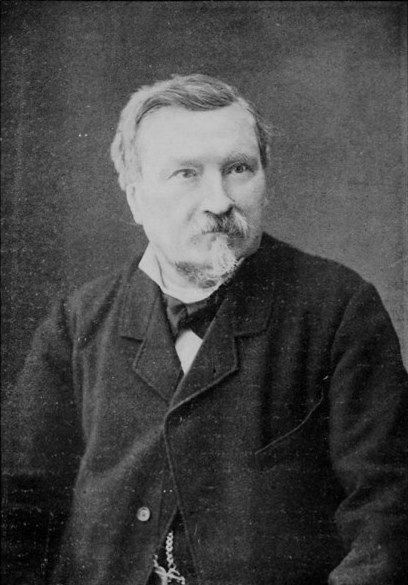
Gustave de Molinari

Gustave de Molinari, né le 3 mars 1819 à Liège et mort le 28 janvier 1912 à Adinkerque (La Panne), est un économiste belge. Disciple de Frédéric Bastiat, partisan du libre-échange laissé à sa propre impulsion, il est considéré comme le fondateur de l'anarcho-capitalisme.

## Biographie
Gustave de Molinari est le fils du comte de Molinari, médecin officier de l’armée de Napoléon, installé à Liège. 
Gustave de Molinari part s'installer à Paris en 1840 où il se rapproche de la Société d'économie Politique. En 1842, il publie son premier essai sur l'essor du chemin de fer et sur son influence sur l'économie européenne. Il prend part à la « Ligue pour la Liberté des Échanges » de Frédéric Bastiat où il devient secrétaire adjoint de l'Association pour la liberté des échanges et rédacteur du journal de cette Ligue : Le libre échange. Il participe également au Journal des économistes.  
En 1851, le coup d’État de Louis Napoléon Bonaparte le conduit à quitter la France pour la Belgique. Il y fonde le journal L'économiste en 1855. Durant cette période, outre ses activités de journaliste économique et l'écriture d'ouvrages d'économie, il enseigne également au Musée royal de l’industrie à Bruxelles et à l’Institut supérieur de commerce d’Anvers. Il revient en France dans les années 1860 où il devient éditeur du Journal des débats de 1871 à 1876. De 1881 à 1909, il est rédacteur en chef du Journal des économistes, le journal de la société d'économie politique.
Il s'intéresse en particulier :  
- aux règles naturelles d’organisation du marché. Sur la base d'une analyse de l'organisation des marchés des produits et des capitaux, Molinari perçoit le rôle essentiel joué par les intermédiaires des échanges (commerçants et banquiers) et les bourses dans le recueil et la diffusion de l'information. Il expose alors une esquisse de l'organisation du marché du travail qui incorpore ces deux éléments. L'originalité du point de vue de Molinari réside dans l'importance qu'il accorde à l'émergence progressive d'une « organisation naturelle » des marchés. Il n'envisage pas comme les économistes néoclassiques la concurrence comme un ensemble d'hypothèses mais comme un organisme qui se développe pour répondre aux différents problèmes, obstacles qui gênent son fonctionnement. Contrairement aux économistes libéraux de son époque, il insiste avant tout sur le fait que l'instauration du libre échange et de la liberté économique ne suffisent pas mais sont un point de départ. Ce qu'on appelle aujourd'hui une économie décentralisée ne peut fonctionner correctement que lorsque certaines institutions se sont pleinement développées. Molinari insiste en particulier sur les commerçants au sens large et les bourses qui doivent permettre de résoudre les difficultés qu'éprouvent les agents économiques à obtenir les informations sur l'état des différents marchés sur lesquels ils agissent ;
- aux moyens pour les ouvriers d'agir sur le marché du travail, et au rôle des syndicats ;
- aux domaines « non marchands » comme la religion, l’éducation, etc. ;
- à la place et au rôle de l’État.

## Jeunesse
De nationalité belge, né le 3 mars 1819, il était le fils du Comte de Molinari, officier de l'armée de Napoléon installé à Liège en qualité de médecin. Son enfance et son adolescence, sur lesquels nous disposons de très peu d’information, si ce n’est son goût marqué pour les lettres, se déroulent dans cette ville.
Comme pour beaucoup de jeunes européens de cette époque, Paris constitue un centre artistique et culturel incontournable. Aussi en 1840, à 21 ans, il quitte sa famille et son pays pour s’installer à Paris.
Sa physionomie commune, sa taille moyenne, sa myopie et ses problèmes d'audition étaient compensés, et bien au-delà, par une énergie à toute épreuve et un système capillaire abondant prolongé, comme il se doit à cette époque, par la moustache et l'impériale. Ce qui constituait probablement son projet le plus cher, devenir journaliste et exercer son activité dans le domaine de l’économie, allait vite prendre corps, probablement grâce d'une part à son exceptionnelle énergie, à sa capacité à convaincre et à une « plume » qui en fait encore un maître de la langue française par la justesse de l'expression, le sens de la formule et la clarté du mot.

## Sa première «campagne» française (1840-1851)
En 1842, il se rapproche de la Société d'économie politique et un an plus tard il publie son premier essai portant sur l'essor du chemin de fer et ses effets sur l'industrie en Europe. Sa voie est trouvée et son goût pour l'économie politique ne le quittera plus.
Il se rapproche de Frédéric Bastiat en devenant secrétaire adjoint de l'Association pour la liberté des échanges et rédacteur son journal, Le libre échange. 
Dans le même temps, il défend ses idées dans divers journaux parisiens dont le Journal des économistes dont il devient l'une des figures les plus marquantes et publie ses premiers ouvrages d’économie politique.
Lors de la révolution de 1848, opposés à la propagande socialiste comme aux conservateurs, Molinari et ses amis du Club de la liberté ne parviennent pas à faire émerger leurs idées. De la même manière, la tentative de rallier ses masses populaires à ces idées via le journal Jacques Bonhomme publié avec son ami le Dunkerquois Charles Coquelin fut un échec.
Le seul point positif fut l'élection de Frédéric Bastiat comme député mais cela ne changea rien, tant la radicalisation des positions à cette époque rendait inaudibles leur conceptions sur la liberté du travail et celle des échanges.
En 1851, le coup d'État de Louis-Napoléon Bonaparte le conduit à quitter la France pour retrouver son pays d'origine.

## Le temps de l'analyse (1851-1860)
Le retour en Belgique après la période créatrice qu'il venait de vivre et les échecs qui s’en étaient suivis furent l'occasion d'une triple démarche :
— La poursuite de ses activités journalistiques en collaborant régulièrement avec le Journal des économistes et en fondant en Belgique le journal L’Économiste en 1855 ;
— Un approfondissement dans divers ouvrages (3) de concepts essentiels :
- les règles naturelles d’organisation du marché. Sur la base d'une analyse de l'organisation des marchés des produits et des capitaux, Molinari perçoit le rôle essentiel joué par les intermédiaires des échanges (commerçants et banquiers) et les bourses dans le recueil et la diffusion de l'information. Il expose alors une esquisse de l'organisation du marché du travail qui incorpore ces deux éléments. L'originalité du point de vue de Molinari réside dans l'importance qu'il accorde à l'émergence progressive d'une « organisation naturelle » des marchés. Il n'envisage pas comme les économistes néoclassiques la concurrence comme un ensemble d'hypothèses mais comme un organisme qui se développe pour répondre aux différents problèmes, obstacles qui gènent son fonctionnement. Contrairement aux économistes libéraux de son époque, il insiste avant tout sur le fait que l'instauration du libre échange et de la liberté économique ne suffisent pas mais sont un point de départ. Ce qu'on appelle aujourd'hui une économie décentralisée ne peut fonctionner correctement que lorsque certaines institutions se sont pleinement développées. Molinari insiste en particulier sur les commerçants au sens large et les bourses qui doivent permettre de résoudre les difficultés qu'éprouvent les agents économiques à obtenir les informations sur l'état des différents marchés sur lesquels ils agissent ;

- les moyens pour les ouvriers d’agir sur le marché du travail ;
- les sphères « non marchandes » comme la religion, l'éducation, etc. ;
- la place et le rôle de l’État, etc. ;

— L’enseignement : pendant cette période, outre le journalisme et l’écriture, il enseigne l’économie politique au Musée Royal de l'industrie à Bruxelles (4) et à l’Institut Supérieur de commerce d’Anvers.
Cette période, qui ressemble à certains égards à une « traversée du désert » est tout à fait essentielle car elle permit à Molinari, fort des expériences vécues, d'approfondir sa pensée et de la développer. Avant tout soucieux de comprendre et d'expliquer, il n'hésitera jamais à pousser sa logique dans ses limites extrêmes afin d'en déceler les ressorts fondamentaux et en tirer les enseignements nécessaires.
Cette méthode scientifique donnera à sa pensée une apparence radicale, qui explique probablement un classement trop rapide dans les « ultras » là où il fallait voir une recherche constante de rigueur et d’exhaustivité de nature à dégager des pistes de travail incontestables.
Cette période intermédiaire, riche de réalisations mais surtout de promesses se termine en 1860, année où il reprend le chemin de Paris.

## L’approfondissement de sa pensée (1860-1893)
Poursuivant sa collaboration au Journal des économistes dont il devient rédacteur en chef en 1881, il participe également au Journal des débats et rédige divers ouvrages (5).
Toute sa démarche se développe autour de l’idée fondamentale d’une liberté réelle de chaque individu et d’un équilibre naturel des forces entre le capital et le travail.
Lucide et peu enclin à l'angélisme, il se méfie autant des dérives que permet la détention du capital dans certaines situations que des risques inhérents à la collectivisation et à la domination de l’État. Ceci le conduit à s'opposer autant aux socialistes et aux communistes dont il estime certaines idées liberticides qu'à la politique de Napoléon III, qui ne permet pas la nécessaire liberté d’expression et d'action. Dans sa logique menée à son terme, la primauté de l’individu sur l’état, appelé à disparaître, s'impose comme le seul garant d'une liberté réelle et durable.
Dans un monde en pleine effervescence et même en opposition frontale lors de la commune de Paris, cette position forte de sa cohérence mais affaiblie par son caractère nécessairement évolutif, ne pouvait pas s'imposer. S'appuyant sur les faits, Molinari poursuit sa réflexion et son action en défendant avec ardeur trois points qu'il juge essentiels au développement harmonieux des relations entre les individus:
- La liberté d'expression. À l'instar de Voltaire, il estime que toutes les opinions doivent pouvoir s'exprimer et que le progrès des sciences en tous domaines est à ce prix.
- Le droit d’association des travailleurs : pour lui, la possibilité d’association des individus est une des clefs fondamentales de l'équilibre des sociétés mais, dans ce cadre, celle des travailleurs, confrontés au pouvoir du capital, revêt une importance toute particulière. C'est le motif pour lequel il critique la position restrictive de Napoléon III sur ce point.
- La nécessité de former les individus. Pour que la liberté puisse s'exprimer pleinement, il ne suffit pas de la décréter, mais il faut aussi que les individus soient capables d'assumer seuls et librement leurs propres affaires. Il est donc tout à fait essentiel de former progressivement les gens, d’où son intérêt marqué pour l'éducation.

Ces analyses devaient logiquement conduire Molinari à poursuivre et à développer ses travaux sur les bourses du travail et sur la nécessité absolue d’une morale dans le domaine économique. 
Par ailleurs estimant que l'« état de guerre » constitue la base de la privation de liberté des individus au profit de l’état, il préconise des systèmes d'alliances et de défense collectives permettant de supprimer progressivement les fondements de cette aliénation.

## Le temps de concessions et la fin (1893-1912)
Les analyses de Molinari, n'ont pas été comprises à leur juste valeur à l'époque où elles ont été développées. Plusieurs motifs peuvent être avancés pour tenter de comprendre cet état de fait.
- Dans une situation économique extrêmement tendue, le fait de ne pas prendre parti pour les travailleurs contre le capital ou l'inverse constituait un courage peu porteur à court terme.
- Conclure, par une analyse certes logique et cohérente, à la suppression totale de l’État avait peu de chance d’être admis. En effet, pour les uns et les autres, à tort ou à raison, cette entité suprême correspondait et correspond toujours (pour des motifs souvent opposés) à un recours ou une référence suprême et indispensable.
- Chacun est conceptuellement convaincu de la nécessité du libre-échange. Mais cette liberté est vécue, sur le plan pratique, comme un risque majeur pour les plus faibles et donc comme « la liberté du plus fort ».
- La pertinence des démonstrations n'implique pas nécessairement la réussite des concepts. Or, parler d'une liberté totale des individus et de l’équilibre naturel qui s'ensuivait pouvait apparaître au mieux comme un beau « pari » au pire comme une utopie. À l'inverse, le recours à l’État, peut-être moins séduisant, était vécu comme une véritable garantie.

Conscient du fait d'avoir poussé son analyse à son terme, comme il sied pour une analyse scientifique, Molinari mesura l'écart qui le séparait des individus de son époque, détenteurs de capitaux ou ouvriers, consommateurs ou producteur. Sans rien changer à ses principes généraux, particulièrement dans le domaine économique, il accepta de modifier sa vision de l’État en admettant la nécessité d’un État gendarme, mais en lui déniant tout rôle dans la production des biens et des services.
Il prit sa retraite à 90 ans et mourut à Adinkerque  (Belgique) le 28 janvier 1912. Il est inhumé au cimetière du Père-Lachaise (29e division).